# Estadella (Aragó)
Estadella (en aragonès i castellà, Estadilla) és un municipi aragonès situat a la província d'Osca i enquadrat a la comarca del Somontano de Barbastre.
La temperatura mitjana anual és de 13,1° i la precipitació anual, 543 mm.

## Història
Des del segle XIII la senyoria d'Estadella fou unida a la baronia de Castre.

## Veïns destacats
- Manuel Abad y Lasierra[3]